# Hirasea planulata
Hirasea planulata is een slak uit de familie van de Endodontidae. De wetenschappelijke naam van de soort is voor het eerst geldig gepubliceerd in 1996 door de Mollusc specialist group.
1. ↑  (en) Hirasea planulata op de IUCN Red List of Threatened Species.